# Sławomir Łosowski
Sławomir Łosowski, właśc. Marek Sławomir Łosowski (ur. 31 sierpnia 1951 w Gdańsku) – polski muzyk i producent muzyczny. Lider, główny kompozytor i założyciel zespołu Akcenty (1969), przekształconego następnie w Kombi (1976), a od 2013 r. zespołu Kombi Łosowski. Gra na instrumentach klawiszowych, jest autorem tekstów do kilku utworów zespołu. Członek Akademii Fonograficznej ZPAV. Właściciel studia nagraniowego, firmy nagłośnieniowej i wydawniczej SL Sound.

## Życiorys

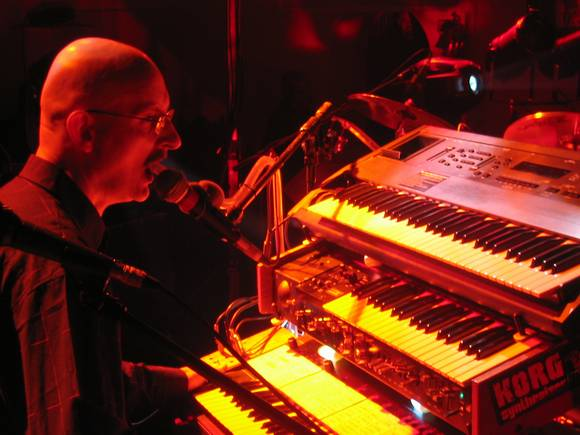
Sławomir Łosowski podczas występu w Łebie (2004)

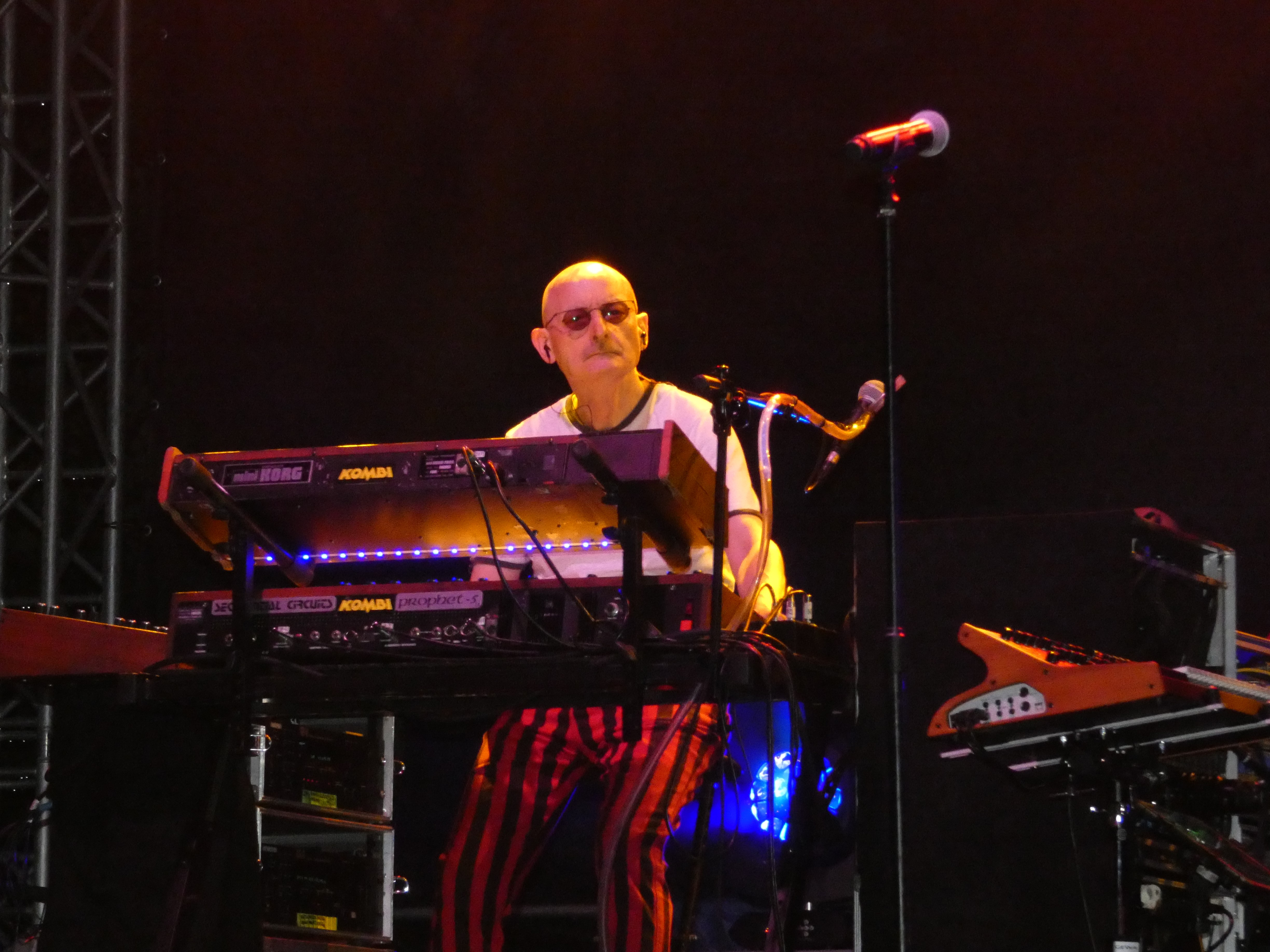
Sławomir Łosowski podczas występu w Nowej Dębie (2019)

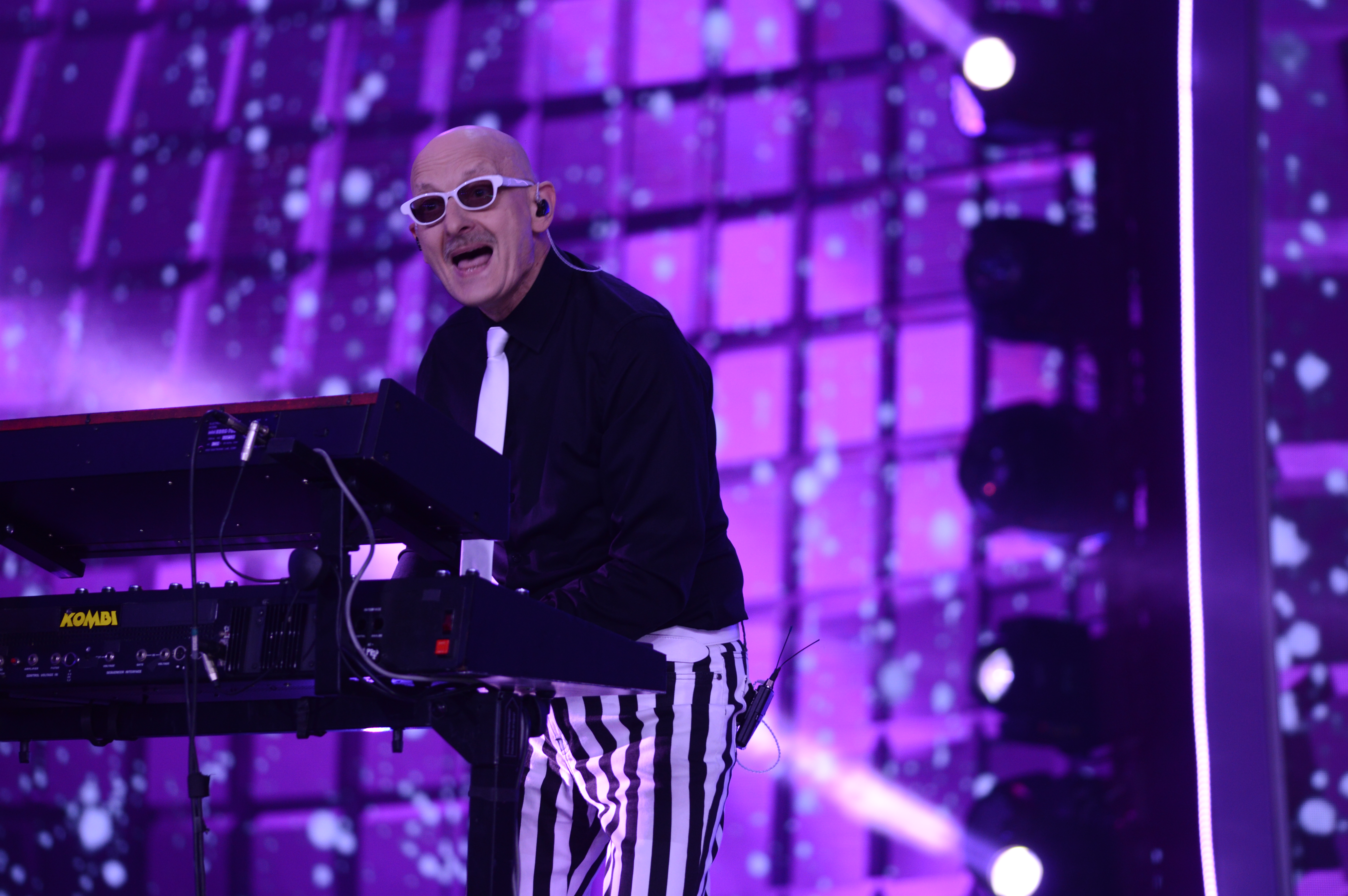
Sławomir Łosowski podczas Sopot Top of the Top Festival (2022)

Pochodzi z rodziny o litewskich korzeniach. Jego matka Maria Łosowska z domu Nielubszyc pochodziła z Wilna i była z zawodu nauczycielką biologii, zaś ojciec Alfons Łosowski pochodził ze stron Nowogródka, był artystą rzeźbiarzem, malarzem i rysownikiem, absolwentem Wydziału Sztuk Pięknych Uniwersytetu Stefana Batorego w Wilnie. Dzieciństwo spędził w pracowni ojca przy ul. Mariackiej w Gdańsku. Za jego namową zainteresował się rysunkiem. W 1959 roku zdobył pierwszą nagrodę w konkursie rysunkowym Dziennika Bałtyckiego. W następnych latach udzielał się w harcerstwie i pobierał prywatne lekcje gry na fortepianie wraz ze swoją siostrą. Ukończył liceum ogólnokształcące, a następnie Pomaturalne Studium Elektroniki w Gdańsku zdobywając tytuł technika-elektronika. Miał studiować grafikę, przez rok był studentem ekonomii, później zaś zrezygnował z dalszej edukacji.
Zawodowo zajmuje się muzyką od 1969 roku, odkąd zadebiutował jako pianista zespołu skompletowanego przez perkusistę Andrzeja Kysia podczas wieczorów tanecznych w klubie Gzyms. Następnie udzielał się we własnym zespole Blues Band Akcenty, do którego zwerbował m.in. muzyków poznanych w Gzymsie. Z powodu ograniczeń finansowych, a w konsekwencji braku możliwości zakupu syntezatorów, zaczął interesować się możliwościami zastosowania elektroniki do modyfikacji brzmienia instrumentów klawiszowych. Wykonał szereg analogowych urządzeń i wprowadził kilka modyfikacji w swoim instrumentarium. Zakupił wielogłowicową taśmową kamerę pogłosową WEM i wykorzystując przerobione przez siebie radzieckie organy elektroniczne Junost rozpoczął poszukiwania nowych brzmień. Dało mu to większe możliwości kreowania własnych barw dźwięku i zainspirowało do wykonywania muzyki z dużą ilością improwizacji, na skutek czego jego zespół w 1971 zmienił kierunek muzyczny wpisując się w nurt muzyki eksperymentalnej. Pod skróconą nazwą Akcenty, grupa brała udział w trzech edycjach Festiwalu Młodzieżowej Muzyki Współczesnej w Kaliszu. Na ostatnim z nich, w 1973 w składzie: Sławomir Łosowski (instrumenty klawiszowe), Piotr Gągałka (gitara basowa), Jan Rucki (perkusja) zdobyła pierwszą nagrodę, wykonując kompozycje Łosowskiego: „Bumerang”, „Siódme żebro” i „Zapylanie”. Czterokrotnie wystąpiła we Wrocławiu na festiwalu Jazz nad Odrą; w 1973 zespół zdobył tam wyróżnienie, a w 1974 Łosowski główną nagrodę indywidualną.
Od 1976 roku współtworzył powstałą na bazie Akcentów grupę Kombi, w której grał na instrumentach klawiszowych i dla której komponował. Współtworzył rozpoznawalny styl i wykreował charakterystyczne brzmienie zespołu. Jest kompozytorem takich jego przebojów jak: „Słodkiego miłego życia”, „Kochać cię – za późno”, „Przytul mnie”, „Wspomnienia z pleneru”, „Taniec w słońcu”, „Za ciosem cios” i „Nietykalni – skamieniałe zło”. Jego kompozycja instrumentalna „Bez ograniczeń (energii)” była jedną z muzycznych czołówek TVP – w latach 1982–2007 otwierała program 5-10-15. Premiera utworu „Słodkiego miłego życia” miała miejsce jesienią 1983 na antenie Programu Trzeciego Polskiego Radia. W roku 1984 piosenka ta spotkała się z najbardziej entuzjastycznym odbiorem publiczności podczas XXI Festiwalu Piosenki Polskiej w Opolu; zespół wielokrotnie nią bisował i wygrał nagrodę publiczności. Stała się największym hitem w historii Kombi i do dzisiaj jest jego „muzycznym logo”. Zaliczana jest przez różne plebiscyty radiosłuchaczy do grona największych polskich przebojów okresu powojennego.
W 1990 zapowiedział wydanie albumu z solowymi utworami, jednak ostatecznie wstrzymał się z realizacją solowego projektu. Jeden z jego solowych utworów – „Krawędź przestrzeni” (nagrany w 1978) został wykorzystany jako ścieżka dźwiękowa programu telewizyjnego Sonda w odcinku Kamienny kosmos, którego emisja przypadła na 17 czerwca 1982.
W 1992 roku zawiesił działalność zespołu Kombi po odejściu ze składu Grzegorza Skawińskiego i Waldemara Tkaczyka. Następnie, w latach 1993–1994 nagrał z synem Tomaszem materiał na płytę instrumentalną Nowe narodziny (wyd. 1995), po czym wycofał się z działalności scenicznej. W kolejnych latach prowadził studio nagraniowe i firmę nagłośnieniową SL Sound, a także opiekował się żoną Łucją, która chorowała na stwardnienie rozsiane. W 2003 roku grupa Kombi miała wznowić działalność w pierwotnym składzie, lecz w zespole doszło do rozłamu. Trzech byłych członków Kombi – Grzegorz Skawiński, Waldemar Tkaczyk i Jan Pluta – powołało do życia zespół o nazwie Kombii, w którego składzie zabrakło Sławomira Łosowskiego. Fani muzyka zaczęli przesyłać petycje z prośbami, by wrócił do koncertowania. Za ich namową, Łosowski w 2004 roku zdecydował się powrócić do aktywności scenicznej. Początkowo występował pod własnym nazwiskiem, czyli jako Łosowski, a w 2013 roku zmienił nazwę na Kombi Łosowski, by ułatwić słuchaczom odróżnienie jego zespołu od formacji Skawińskiego i Tkaczyka.
18 marca 2013 roku Sławomir Łosowski złożył wniosek o rejestrację znaku towarowego przedstawiającego nazwę i logotyp Kombi w Urzędzie Patentowym RP. W styczniu 2014 roku wystąpił o rejestrację unijnego znaku towarowego Kombi, dzięki czemu otrzymał wyłączne prawa do korzystania z tego znaku, a osiem miesięcy później powrócił do koncertowania pod nazwą Kombi (bez dopisku „Łosowski”). 13 maja 2016 nakładem wydawnictwa In Rock ukazała się książka Kombi. Słodkiego miłego życia. Prawdziwa historia autorstwa Sławomira Łosowskiego oraz Wojciecha Korzeniewskiego przedstawiająca historię zespołu z perspektywy autorów. W 2019 roku muzyk obchodzi 50-lecie swojej działalności artystycznej, które uczcił koncertem Kombi w Muzycznym Studiu Polskiego Radia im. Agnieszki Osieckiej. Na scenie gościnnie wystąpili również Leszek Możdżer, MC Silk, Andrzej Nowak i DJ Spox. Podczas wydarzenia został odznaczony m.in. Złotym Medalem „Zasłużony Kulturze Gloria Artis”. 22 lutego 2022 trafił na okładkę „Tygodnika Solidarność”, któremu udzielił obszernego wywiadu pt. Nie dam się zabetonować.
Funkcjonowanie na polskim rynku muzycznym dwóch zespołów o łudząco podobnych nazwach – Kombi i Kombii – spowodowało konflikt, którego finał miał miejsce przed Trybunałem Sprawiedliwości Unii Europejskiej. 7 września 2022 Trybunał Sprawiedliwości Unii Europejskiej oddalił skargę Sławomira Łosowskiego, który domagał się unieważnienia decyzji Izby Odwoławczej z września 2021 roku, utrzymującej w mocy wcześniejszą decyzję Urzędu Unii Europejskiej ds. Własności Intelektualnej (EUIPO) o unieważnieniu prawa Łosowskiego do unijnego znaku towarowego Kombi oraz obciążył go kosztami prowadzonej sprawy. Tydzień po ogłoszeniu wyroku Łosowski wydał specjalne oświadczenie, w którym ustosunkował się do sprawy i poinformował, że jego zespół ponownie zmienia nazwę na Kombi Łosowski. W listopadzie 2022 udzielił obszernego wywiadu portalowi Onet.pl, w którym odniósł się do zaistniałej sytuacji i poinformował, że wyrok TSUE nie wpłynie na dalszą działalność artystyczną zespołu. W kolejnych latach regularnie koncertował z zespołem i wydawał single. 
W 2025 skomponował i wydał utwór instrumentalny pt. „Koronacja”, związany z 1000. rocznicą koronacji Bolesława Chrobrego na pierwszego króla Polski.

## Działalność pozasceniczna

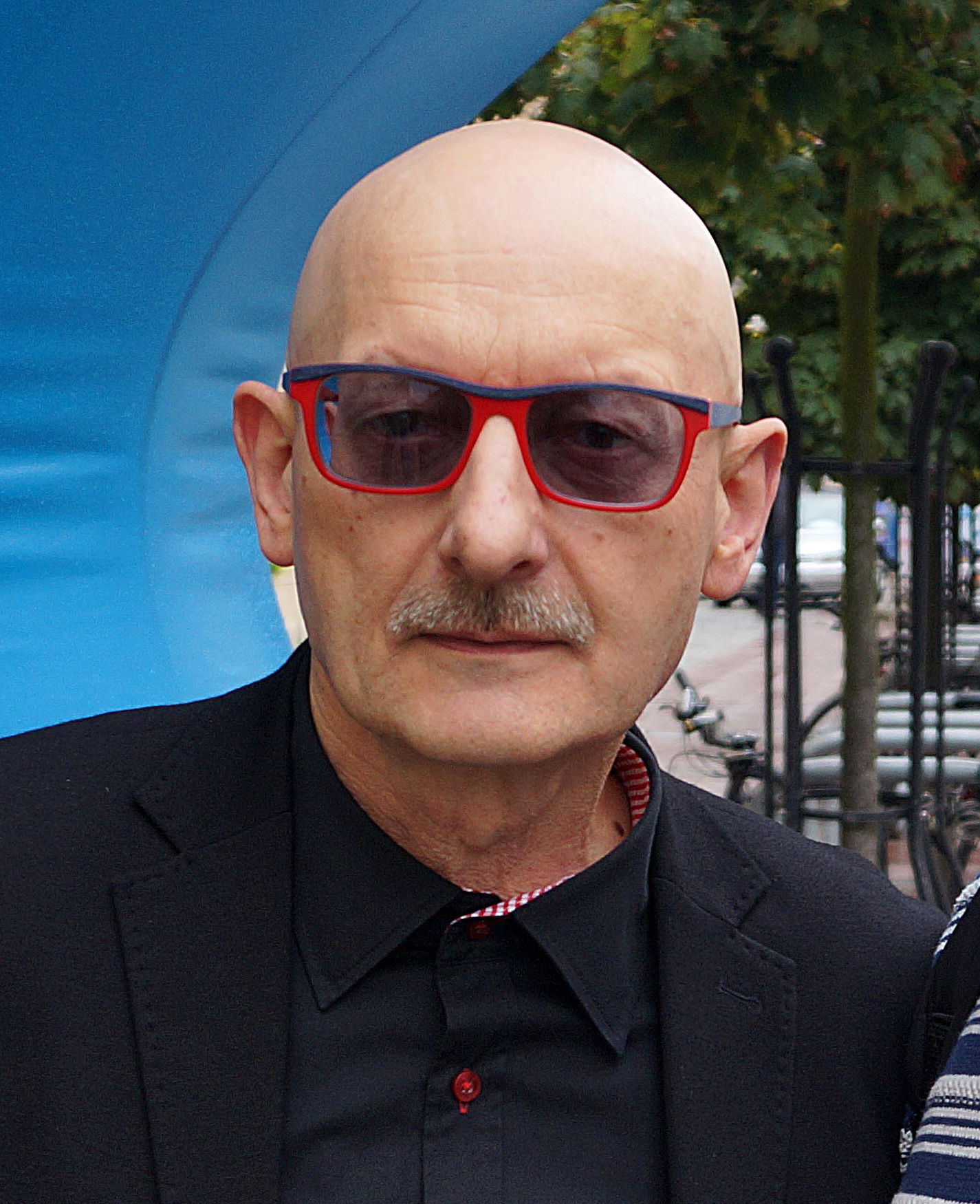
Sławomir Łosowski poza sceną (2017)

### Działalność przedsiębiorcza
Od 1992 jest właścicielem firmy SL Sound, która specjalizuje się w nagłaśnianiu koncertów i posiada studio nagrań w gdańskiej dzielnicy Osowa. Nakładem SL Sound, od 2021 wydaje m.in. albumy zespołu Kombi Łosowski.
25 stycznia 2024 był gościem wykładu z cyklu „Biznes to nie wszystko – poznajmy się!” zorganizowanego przez stowarzyszenie Pracodawcy Pomorza.

### Pozostała działalność
Drugą po muzyce pasją Łosowskiego jest rysowanie. Swoje rysunki przekornie określa nazwą „gra-fika”. Rysuje od 3 roku życia. Wiele prac z dzieciństwa zachowało się dzięki jego ojcu Alfonsowi Łosowskiemu. Oficjalnym publicznym debiutem Łosowskiego jako rysownika był album Tabu, na tylnej okładce którego wykorzystano „gra-fiki” muzyka. W 1990 w Chicago została zorganizowana jego pierwsza autorska wystawa rysunków. Rysował także na potrzeby teledysków.
W 2022 we współpracy z producentem „Medora” przygotował projekty „gra-fik”, które umieścił na odzieży medycznej. Odzież została przygotowana z myślą o 28. Międzynarodowych Targach Stomatologicznych Krakdent, podczas których była prowadzona sprzedaż kolekcji. Dochód został przekazany na pomoc Ukrainie.
W listopadzie 2024 znalazł się w komitecie poparcia kandydata na urząd prezydenta RP Karola Nawrockiego.

## Życie prywatne
Był żonaty z Łucją Łosowską (zm. 18 sierpnia 2015). W 1981 r. stwierdzono u niej stwardnienie rozsiane. Z tego małżeństwa ma dwójkę dzieci – perkusistę Tomasza Łosowskiego i flecistkę Joannę Łosowską-Stojek.
W 1989 roku, napisał córce kilka piosenek na potrzeby programu Dyskoteka Pana Jacka (czyt. Dżeka). Z synem Tomaszem, koncertuje z przerwami od 1991 roku. Od 2004 grają razem w zespole Kombi Łosowski.  
Po śmierci swojej żony Łucji ożenił się po raz drugi. Żonaty z Marią. 

## Dyskografia

### Albumy solowe
- 1994 – Nowe narodziny (z Tomaszem Łosowskim)
- 2009 – Zaczarowane miasto (pod szyldem Łosowski)

### Albumy Kombi
- 1980 – Kombi
- 1982 – Królowie życia
- 1984 – Nowy rozdział
- 1985 – Kombi 4
- 1986 – 10 Years – The Best of Kombi – Live
- 1989 – Tabu
- 1991 – The Best of Kombi
- 1993 – Koncert 15-lecia

### Albumy Kombi Łosowski
- 2009 – Zaczarowane miasto (pod szyldem Łosowski)
- 2013 – Live
- 2016 – Nowy album[52] (pod szyldem Kombi)
- 2017 – Koncert 40-lecia[53] (pod szyldem Kombi)
- 2019 – Bez ograniczeń energii 5–10–50 (pod szyldem Kombi)
- 2021 – Minerał życia (pod szyldem Kombi)
- 2025 – Instrumentalnie

### Gościnnie
- 2016 – Tomasz Łosowski – Fusionland
- 2016 – T.Love – T.Love[54]
- 2017 – Piotr Krupski & Friends – Electronic Worlds[55]
- 2021 – Tomasz Łosowski – 30-lecie

### Inne
- 1978 – Różni wykonawcy – Pop Pulsations II (w utworze: „Buck's Fizz”)[56]
- 1990 – Różni wykonawcy – Nasenki (autor kompozycji: „Muzyczne Sny”)[57]
- 1990 – Różni wykonawcy – Dyskoteka Pana Jacka 2 (autor kompozycji: „Zdrowie mamy, zdrowie taty”)[58]
- 1993 – Ghost – Bad Obsession (realizacja dźwięku)[59]
- 1993 – Szela – Pani Pana Zabiła... (realizacja dźwięku)[60]
- 2001 – Wojciech Pilochowski – π (współautor kompozycji: „Nowe Hi Fi”)[61]
- 2003 – Drum Freaks – ƩMYPNH (realizacja dźwięku)[62]
- 2012 – Orange Trane – Acoustic Trio (realizacja dźwięku, mix albumu)[63]
- 2013 – Piotr Lemańczyk – Amhran (realizacja dźwięku)[64]
- 2014 – Ghost – The Lost Of Mercy / Renown (realizacja dźwięku)[65]
- 2018 – Tomasz Łosowski – C.V. Remastered (mix albumu)[66]

## Odznaczenia i wyróżnienia

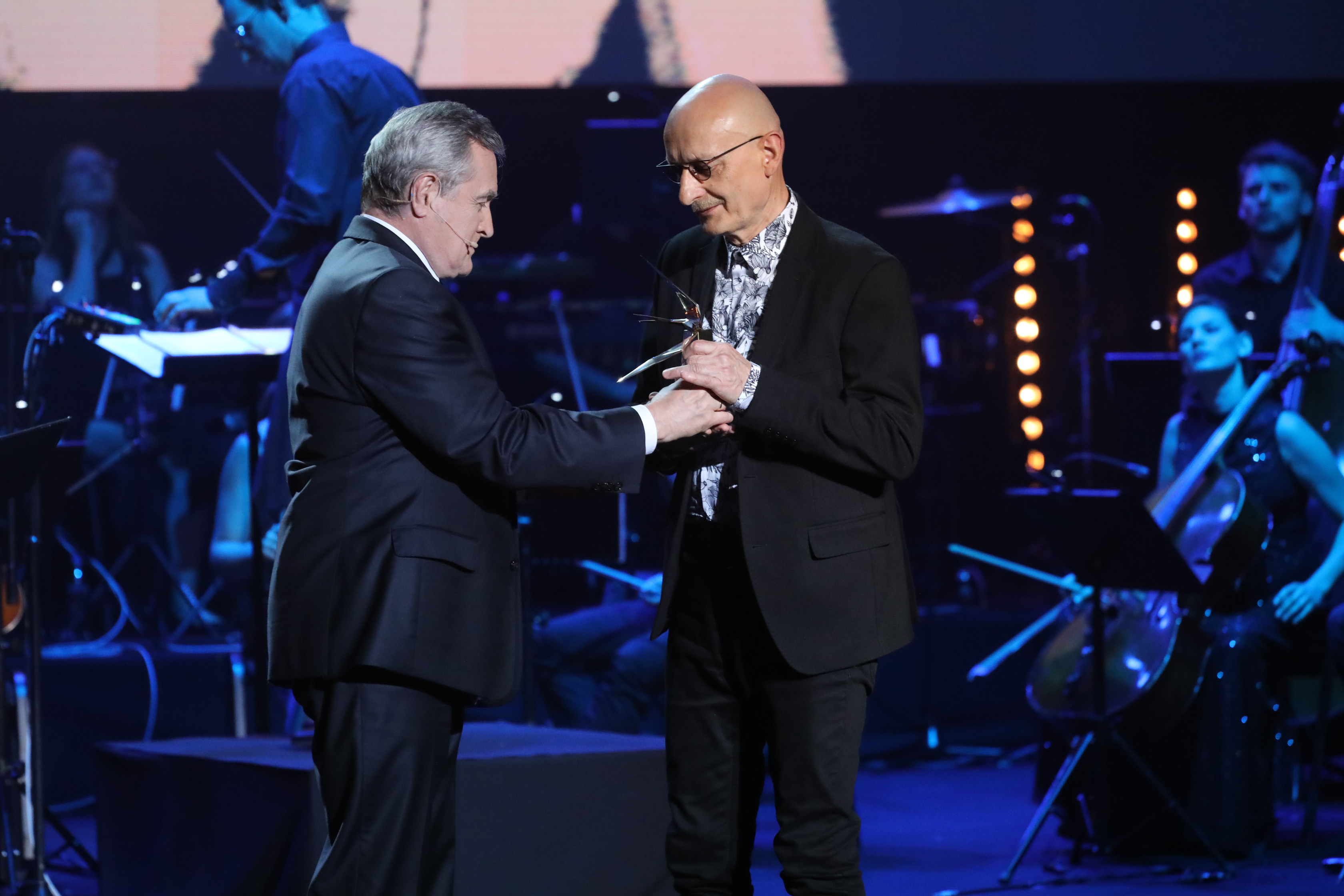
Piotr Gliński i Sławomir Łosowski – Wręczenie Nagrody Ministra Kultury i Dziedzictwa Narodowego

### Ordery i odznaczenia
- Brązowy Medal „Zasłużony Kulturze Gloria Artis” (30 kwietnia 2014)[67]
- Złoty Medal „Zasłużony Kulturze Gloria Artis” (8 maja 2019)[67]
- Krzyż Kawalerski Orderu Odrodzenia Polski (18 grudnia 2019)[68]
- Medal 100-lecia Odzyskania Niepodległości (29 listopada 2023)[69]
- Odznaka „Zasłużony Działacz Kultury” (2023)[69]

### Nagrody i wyróżnienia
- 1973 – I nagroda Festiwalu Młodzieżowej Muzyki Współczesnej w Kaliszu[29]
- 1974 – Główna nagroda indywidualna festiwalu Jazz nad Odrą[29]
- 2014 – Nagroda Prezydenta Miasta Gdańska w Dziedzinie Kultury z okazji jubileuszu 45-lecia pracy artystycznej[70]
- 2019 – Doroczna Nagroda Ministra Kultury i Dziedzictwa Narodowego[71][72]
- 2019 – Medal 100-lecia – wyróżnienie Stowarzyszenia Autorów ZAiKS[73]
- 2019 – Nagroda specjalna ZPAV za całokształt osiągnięć artystycznych[38]
- 2019 – Nagroda Prezydenta Miasta Gdańska w Dziedzinie Kultury z okazji jubileuszu 50-lecia pracy artystycznej[70]
- 2021 – Tablica w Alei Gwiazd w Opolu[74]

## Wystawy rysunków
- 1990 – Chicago – Cafe Lura[46]
- 1990 – Sopot – Galeria w Dworku Sierakowskich[46]
- 1990 – Warszawa – Galeria Express[46]
- 1991 – Turek – Cafe Club Galeria[46]
- 2004 – Łeba – Galeria w Bibliotece Miejskiej[46]
- 2006 – Gdańsk – Nadbałtyckie Centrum Kultury[46]
- 2006 – Łódź – CH Manufaktura[46]
- 2008 – Gdańsk – Manhattan[46]
- 2008 – Gdańsk – Biblioteka Suchanino[46]
- 2008 – Gdańsk – Biblioteka Żabianka[46]
- 2009 – Tczew – Galeria Centrum Kultury i Sztuki[75]
- 2009 – Kościerzyna – Centrum Kultury Kaszubskiej Strzelnica[46]
- 2010 – Gdańsk – Klub Plama[46]
- 2011 – Gdańsk – Kawiarnia Kamienica[46]
- 2015 – Przywidz – Gminny Ośrodek Kultury[46]
- 2016 – Sopot – Sopoteka[46]
- 2016 – Tarnobrzeg – Tarnobrzeski Dom Kultury[46]
- 2017 – Opole – Hotel Festiwal[46]
- 2017 – Bełchatów – Miejsca Biblioteka Publiczna[46]
- 2017 – Szczecin – Książnica Pomorska[46]
- 2018 – Wałcz – Muzeum Ziemi Wałeckiej[76]
- 2018 – Piekary Śląskie – Miejska Biblioteka Publiczna[46]
- 2019 – Sosnowiec – Klub Komin[46]
- 2022 – Łódź – Galeria Artystycznej Łódzkiego Sejmiku Osób Niepełnosprawnych[77]
- 2022 – Sopot – Sala PFK w Operze Leśnej[46]
- 2022 – Prudnik – Prudnicki Ośrodek Kultury[78]
- 2023 – Warszawa – Siedziba Stowarzyszenia Wolnego Słowa[79]
- 2023 – Kościerzyna – Miejski Dom Kultury[80]
- 2023 – Londyn – Polski Ośrodek Społeczno-Kulturalny[46]
- 2024 – Koło – Powiatowa i Miejska Biblioteka Publiczna w Kole[81]

## Instrumenty
Będące w użytku:
- Sequential Circuits Prophet 5
- Korg: Minikorg 700S, MS-2000B
- Dave Smith Instruments PolyEvolver Keyboard(inne języki)
- Yamaha: DX7, TX7
- 360 Systems MIDI Bass
- Ensoniq: ASR-10, MR Rack
- Roland SH-101
- E-mu Proteus

Nie będące już w użytku:
- Ensoniq Mirage
- Yamaha: RX11, RX5
- Roland TR-808
- Korg VC-10
- Moog Multimoog
- Hohner: String Melody II, Clavinet D6